# Nati nel 1954/Ottobre
| Questa pagina contiene informazioni ricavate automaticamente dalle voci biografiche con l'ausilio del template Bio e di un bot. L'aggiornamento è periodico e automatico e ricostruisce completamente la pagina. Se manca una persona in questa lista, sei pregato di non aggiungerla, ma accertati piuttosto che la sua voce biografica contenga il template Bio e che i dati anagrafici siano correttamente compilati. Se il template Bio manca, inseriscilo tu stesso o, in alternativa, metti l'avviso {{tmp\|Bio}} che ne segnala la mancanza. Se i dati riportati sono sbagliati, correggi direttamente la voce biografica; le modifiche saranno visibili in questa lista entro pochi giorni. Per chiarimenti vedi il progetto biografie. La lista contiene solo le 274 persone che sono citate nell'enciclopedia e per le quali è stato implementato correttamente il template Bio. Pagina aggiornata al 18 ago 2025. |

- 1º ottobre - Bruno Bini, allenatore di calcio e ex calciatore francese
- 1º ottobre - Ronald Brautigam, pianista olandese
- 1º ottobre - Milly Carlucci, conduttrice televisiva e autrice televisiva italiana
- 1º ottobre - Héctor Guerrero, ex wrestler messicano
- 1º ottobre - Taty Mbungu, calciatore della Repubblica Democratica del Congo († 2022)
- 1º ottobre - Petros Ravousīs, allenatore di calcio e ex calciatore greco
- 1º ottobre - Martin Strel, nuotatore sloveno
- 1º ottobre - Ljubomir Travica, ex pallavolista e allenatore di pallavolo croato
- 2 ottobre - Lorraine Bracco, attrice e ex modella statunitense
- 2 ottobre - John Camilleri, ex calciatore maltese
- 2 ottobre - Diane Carey, scrittrice di fantascienza statunitense
- 2 ottobre - Gianpaolo Dozzo, politico italiano († 2024)
- 2 ottobre - Sergio Eberini, allenatore di calcio e ex calciatore italiano
- 2 ottobre - Chico Fraga, ex calciatore brasiliano
- 2 ottobre - Hank Johnson, politico e avvocato statunitense
- 2 ottobre - Giuliano Molossi, giornalista italiano
- 2 ottobre - Lani O'Grady, attrice statunitense († 2001)
- 2 ottobre - Eran Riklis, regista israeliano
- 2 ottobre - Guy Steele, informatico statunitense
- 3 ottobre - Francisco Moreno Barrón, arcivescovo cattolico messicano
- 3 ottobre - Daniel Dantas, imprenditore e banchiere brasiliano
- 3 ottobre - Dennis Eckersley, ex giocatore di baseball statunitense
- 3 ottobre - Catriona MacColl, attrice britannica
- 3 ottobre - Bruno Scelsi, ex ultramaratoneta e ex maratoneta francese
- 3 ottobre - Al Sharpton, religioso, attivista e politico statunitense
- 3 ottobre - Stevie Ray Vaughan, chitarrista, cantante e compositore statunitense († 1990)
- 4 ottobre - Franco Bargelli, ex rugbista a 15 italiano
- 4 ottobre - Roberto Parpaglioni, scrittore italiano († 2014)
- 5 ottobre - Bruno Ballardini, saggista, scrittore e pubblicitario italiano
- 5 ottobre - Ezio Cavagnetto, ex calciatore italiano
- 5 ottobre - Jimmy Hartwig, ex calciatore tedesco
- 5 ottobre - John Ikenberry, politologo statunitense
- 5 ottobre - Giampiero Massolo, diplomatico e dirigente d'azienda italiano
- 5 ottobre - Rosanna Moroni, politica italiana
- 5 ottobre - Graham Oakey, ex calciatore inglese
- 5 ottobre - Stipe Petrina, politico croato
- 5 ottobre - Caterina Sylos Labini, attrice e doppiatrice italiana
- 5 ottobre - Oleg Tepcov, regista sovietico
- 5 ottobre - Clark Tippet, danzatore e coreografo statunitense († 1992)
- 6 ottobre - David Buckingham, pedagogista britannico
- 6 ottobre - Fausto Dionisi, poliziotto italiano († 1978)
- 6 ottobre - Yves Ehrlacher, ex calciatore francese
- 6 ottobre - Óscar Figuera, politico e sindacalista venezuelano
- 6 ottobre - David Hidalgo, cantautore e polistrumentista statunitense
- 6 ottobre - Jo Maas, ex ciclista su strada olandese
- 6 ottobre - Henri Malosse, politico francese
- 6 ottobre - Vitalij Moskalenko, regista sovietico
- 6 ottobre - Luciano Uras, politico italiano
- 6 ottobre - Helmut Zierl, attore e doppiatore tedesco
- 7 ottobre - Phil Bennion, politico britannico
- 7 ottobre - Geppy Gleijeses, attore, drammaturgo e regista teatrale italiano
- 7 ottobre - Patrick Dell Iannone, ex hockeista su ghiaccio canadese
- 7 ottobre - Silvio Violante Iozzia, ex calciatore italiano
- 7 ottobre - Gay D'Asaro, ex schermitrice statunitense
- 7 ottobre - Joseph Lhota, politico statunitense
- 7 ottobre - Esteban Pogany, ex calciatore argentino
- 7 ottobre - Jim Wilson, regista statunitense
- 7 ottobre - Carlos Pedro Zilli, vescovo cattolico e missionario brasiliano († 2021)
- 8 ottobre - Ted Albrecht, ex giocatore di football americano statunitense
- 8 ottobre - Fulvio Ballabio, ex pilota automobilistico, imprenditore e ingegnere italiano
- 8 ottobre - Joseph-Antoine Bell, ex calciatore camerunese
- 8 ottobre - Michael Dudikoff, attore statunitense
- 8 ottobre - Daniela Fava, doppiatrice italiana
- 8 ottobre - Jean Fernandez, allenatore di calcio e ex calciatore francese
- 8 ottobre - Maciej Gąsienica Ciaptak, ex sciatore alpino polacco
- 8 ottobre - Guillermo Mendizábal, ex calciatore messicano
- 8 ottobre - Tom Price, politico e medico statunitense
- 8 ottobre - Brigitte Rohde, ex velocista tedesca
- 8 ottobre - Huub Rothengatter, ex pilota automobilistico olandese
- 8 ottobre - Laura Rozza, politica italiana
- 9 ottobre - Scott Bakula, attore statunitense
- 9 ottobre - Marco Belpoliti, scrittore, critico letterario e italianista italiano
- 9 ottobre - René Bittinger, ex ciclista su strada francese
- 9 ottobre - Adriano Cadregari, allenatore di calcio italiano
- 9 ottobre - Alberto Ceccherini, cestista e allenatore di pallacanestro italiano († 2002)
- 9 ottobre - Daniel Gisiger, ex ciclista su strada e pistard svizzero
- 9 ottobre - Rubén Magnano, allenatore di pallacanestro e dirigente sportivo argentino
- 9 ottobre - Stefano Makula, apneista italiano († 2023)
- 9 ottobre - Sergio Nelli, scrittore e filosofo italiano († 2022)
- 9 ottobre - John O'Hurley, attore, doppiatore e conduttore televisivo statunitense
- 9 ottobre - József Varga, ex calciatore ungherese
- 10 ottobre - Ariane Ascaride, attrice e sceneggiatrice francese
- 10 ottobre - Geneviève Fioraso, politica francese
- 10 ottobre - Albertino Gabana, politico italiano
- 10 ottobre - Gabriele Gendotti, politico e avvocato svizzero
- 10 ottobre - Irena Jež, ex sciatrice alpina slovena
- 10 ottobre - Juliane Koepcke, bibliotecaria, biologa e scrittrice tedesca
- 10 ottobre - Roberto Leschio, ex calciatore italiano
- 10 ottobre - Mohamed Munir, cantante, attore e medico egiziano
- 10 ottobre - Marek Marian Piątek, vescovo cattolico polacco
- 10 ottobre - Rekha, attrice indiana
- 10 ottobre - David Lee Roth, cantante e compositore statunitense
- 10 ottobre - Beppe Salvia, poeta italiano († 1985)
- 10 ottobre - Fernando Santos, allenatore di calcio e ex calciatore portoghese
- 10 ottobre - Sergej Snežkin, regista russo
- 10 ottobre - Patric Zimmerman, doppiatore statunitense
- 11 ottobre - Roberto Bacchin, allenatore di calcio e ex calciatore italiano
- 11 ottobre - Maree Bennie, ex cestista australiana
- 11 ottobre - Nadia Campana, poetessa, traduttrice e saggista italiana († 1985)
- 11 ottobre - Carmine Caravella, allenatore di calcio e ex calciatore italiano
- 11 ottobre - Sascha Hehn, attore e doppiatore tedesco
- 11 ottobre - Cleve Jones, attivista statunitense
- 11 ottobre - Susan Player, modella e attrice statunitense († 2019)
- 11 ottobre - Gianfranco Sanesi, ex cestista italiano
- 11 ottobre - Vojislav Šešelj, politico serbo
- 11 ottobre - Thomas Struth, fotografo tedesco
- 12 ottobre - Fons Brijdenbach, velocista belga († 2009)
- 12 ottobre - Carlo Felice Chiesa, giornalista italiano
- 12 ottobre - Massimo Ghini, attore e regista teatrale italiano
- 12 ottobre - Sammy Green, ex giocatore di football americano statunitense
- 12 ottobre - Valerij Jakušin, ex slittinista sovietico
- 12 ottobre - Wilma Kazius, ex cestista olandese
- 12 ottobre - Norbert Klaar, ex tiratore a segno tedesco
- 12 ottobre - Agbéyomé Kodjo, politico togolese († 2024)
- 12 ottobre - Maurizio Murelli, ex terrorista, editore e attivista italiano
- 12 ottobre - Duma Ndlovu, poeta, regista e produttore televisivo sudafricano
- 12 ottobre - Antonella Rinaldi, doppiatrice italiana
- 12 ottobre - Fabio Sartor, attore italiano († 2024)
- 13 ottobre - Charles Giordano, tastierista e fisarmonicista statunitense
- 13 ottobre - Haytham bin Tariq Al Sa'id, sultano omanita
- 13 ottobre - Silvio Micali, matematico, crittografo e informatico italiano
- 13 ottobre - Park Yung-joo, ex calciatore sudcoreano
- 13 ottobre - Mordechai Vanunu, attivista israeliano
- 13 ottobre - Sieglinde Zemmer, ex sciatrice alpina italiana
- 14 ottobre - Bang Dae-du, ex lottatore sudcoreano
- 14 ottobre - Suzanne Bonamici, politica e avvocato statunitense
- 14 ottobre - Gerhard Breitenberger, ex calciatore austriaco
- 14 ottobre - Neşe Erberk, modella turca
- 14 ottobre - Ray Williams, cestista statunitense († 2013)
- 15 ottobre - Jere Burns, attore statunitense
- 15 ottobre - Fabio Evangelisti, giornalista, scrittore e politico italiano
- 15 ottobre - Dave Goodwin, ex calciatore inglese
- 15 ottobre - J Mays, designer statunitense
- 15 ottobre - John Ousterhout, informatico statunitense
- 15 ottobre - Jesús Rico García, vescovo cattolico spagnolo
- 15 ottobre - Diosdado Simón, biologo e botanico spagnolo († 2002)
- 15 ottobre - Luciano Stella, produttore cinematografico e sceneggiatore italiano
- 15 ottobre - Julia Yeomans, fisica britannica
- 16 ottobre - Tim Berne, sassofonista e produttore discografico statunitense
- 16 ottobre - Lorenzo Carcaterra, scrittore statunitense
- 16 ottobre - Jesús Díaz, ex arbitro di calcio colombiano
- 16 ottobre - Serafino Ghizzoni, ex rugbista a 15 italiano
- 16 ottobre - Corinna Harfouch, attrice tedesca
- 16 ottobre - Jon Johnson, tecnico del suono statunitense
- 16 ottobre - Paul Lambrichts, ex calciatore belga
- 16 ottobre - África Lorente Castillo, politica, insegnante e scrittrice spagnola († 2020)
- 16 ottobre - Jeff McCarthy, attore e baritono statunitense
- 16 ottobre - Frank Prats, cestista e allenatore di pallacanestro dominicano († 2019)
- 16 ottobre - Pino Roveredo, scrittore, regista teatrale e personaggio televisivo italiano († 2023)
- 16 ottobre - Tomaz Salomão, economista, politico e diplomatico mozambicano
- 16 ottobre - Detlev Schmidtchen, chitarrista e tastierista tedesco
- 16 ottobre - Wolfgang Schweickard, linguista e filologo tedesco
- 16 ottobre - Dino Ticli, scrittore italiano
- 17 ottobre - Maciej Berbeka, alpinista polacco († 2013)
- 17 ottobre - René Botteron, ex calciatore svizzero
- 17 ottobre - Mark Herman, regista e sceneggiatore britannico
- 17 ottobre - Gianni Lamagna, cantante, attore e musicista italiano
- 17 ottobre - Daniela Poggi, attrice e conduttrice televisiva italiana
- 17 ottobre - Susan Stroman, regista, coreografa e attrice statunitense
- 18 ottobre - Pierluigi Aldrovandi, pilota motociclistico italiano
- 18 ottobre - Terry Furlow, cestista statunitense († 1980)
- 18 ottobre - Arliss Howard, attore, regista e sceneggiatore statunitense
- 18 ottobre - Brenda Lawrence, politica statunitense
- 18 ottobre - Yūji Mitsuya, doppiatore e attore giapponese
- 18 ottobre - Matthias Müller, allenatore di calcio e ex calciatore tedesco orientale
- 18 ottobre - Fabrizio Selis, criminale italiano († 1990)
- 18 ottobre - Bob Weinstein, produttore cinematografico statunitense
- 19 ottobre - Agnes Sigurðardóttir, vescova luterana islandese
- 19 ottobre - Sam Allardyce, allenatore di calcio e ex calciatore inglese
- 19 ottobre - Roberto Battelli, politico sloveno († 2024)
- 19 ottobre - Joe Bryant, cestista e allenatore di pallacanestro statunitense († 2024)
- 19 ottobre - Guy Dardenne, ex calciatore belga
- 19 ottobre - Mario Morgoni, politico italiano
- 19 ottobre - Shamuel Nachmias, ex cestista israeliano
- 19 ottobre - Ken Stott, attore scozzese
- 20 ottobre - Dmitrij Bulgakov, generale russo
- 20 ottobre - Enzo Gragnaniello, cantautore e chitarrista italiano
- 20 ottobre - Liu Zhicai, ex calciatore cinese
- 20 ottobre - Yōko Matsuoka, doppiatrice giapponese
- 20 ottobre - Lee Roy Selmon, giocatore di football americano statunitense († 2011)
- 20 ottobre - Nonka Matova, tiratrice a segno bulgara
- 21 ottobre - Gianfranco Andreoletti, imprenditore e dirigente sportivo italiano
- 21 ottobre - Antonio Bevacqua, politico italiano
- 21 ottobre - Danila Bonito, giornalista e conduttrice televisiva italiana
- 21 ottobre - Pietro Bugli, medico e politico sammarinese
- 21 ottobre - Pietro Lo Monaco, dirigente sportivo, allenatore di calcio e ex calciatore italiano
- 21 ottobre - Marcel Răducanu, ex calciatore rumeno
- 21 ottobre - Giorgio Surian, basso-baritono croato
- 21 ottobre - Michael Swango, serial killer statunitense
- 22 ottobre - Randall Balmer, religioso e storico statunitense
- 22 ottobre - Mark Crow, ex cestista statunitense
- 22 ottobre - Carla Dunlap, ex culturista statunitense
- 22 ottobre - Luigi Piras, allenatore di calcio e ex calciatore italiano
- 23 ottobre - Denis Grondin, arcivescovo cattolico canadese
- 23 ottobre - Ang Lee, regista, sceneggiatore e produttore cinematografico taiwanese
- 23 ottobre - Evelina Meghnagi, attrice e cantante italiana
- 23 ottobre - Giuseppe Maria Reina, politico italiano
- 23 ottobre - Uli Stein, allenatore di calcio e ex calciatore tedesco
- 24 ottobre - Carmine Abate, scrittore italiano
- 24 ottobre - Cindy Breakspeare, modella, musicista e attrice giamaicana
- 24 ottobre - Michel Caignet, traduttore, giornalista e editore francese
- 24 ottobre - Francis Charneux, allenatore di pallacanestro francese
- 24 ottobre - Ann Cleeves, scrittrice britannica
- 24 ottobre - Doug Davidson, attore statunitense
- 24 ottobre - Giuseppe Ferlito, regista, sceneggiatore e montatore italiano
- 24 ottobre - Martin Baron, giornalista statunitense
- 24 ottobre - Tallis Obed Moses, politico vanuatuano
- 24 ottobre - Thomas Mulcair, politico canadese
- 24 ottobre - Fernando Vázquez, allenatore di calcio spagnolo
- 24 ottobre - Ioan Pop, ex schermidore rumeno
- 24 ottobre - Mike Rounds, politico statunitense
- 24 ottobre - Brad Sherman, politico statunitense
- 24 ottobre - Malcolm Turnbull, ex politico e imprenditore australiano
- 24 ottobre - Wang Jianlin, imprenditore cinese
- 24 ottobre - Francis Zammit Dimech, politico maltese († 2025)
- 24 ottobre - Silvia Fernández de Gurmendi, giudice, avvocata e diplomatica argentina
- 24 ottobre - Zorica Đuđić, scrittrice, poeta e paroliera serba
- 25 ottobre - Mike Eruzione, ex hockeista su ghiaccio statunitense
- 25 ottobre - Ed Powers, produttore cinematografico, regista e attore pornografico statunitense
- 25 ottobre - Rolf Schönberger, filosofo e storico della filosofia tedesco
- 25 ottobre - Claudio Velardi, giornalista, saggista e blogger italiano
- 26 ottobre - Nikolaj Alëchin, schermidore sovietico († 2023)
- 26 ottobre - Ben Brantley, critico teatrale e giornalista statunitense
- 26 ottobre - Lawrence Carroll, pittore statunitense († 2019)
- 26 ottobre - Vasilis Chadzipanagis, ex calciatore sovietico
- 26 ottobre - Victor Ciorbea, politico, avvocato e sindacalista rumeno
- 26 ottobre - Vincenzo Fucci, ex arbitro di calcio italiano
- 26 ottobre - Catherine Hettinger, inventrice statunitense
- 26 ottobre - Adam Mars-Jones, scrittore britannico
- 26 ottobre - D. W. Moffett, attore statunitense
- 26 ottobre - James Pickens Jr., attore statunitense
- 26 ottobre - Gottfried Schmutz, ex ciclista su strada svizzero
- 26 ottobre - Carlos Agostinho do Rosário, politico e diplomatico mozambicano
- 27 ottobre - Ove Andreassen, allenatore di calcio e ex calciatore norvegese
- 27 ottobre - Frank Crudele, attore italiano
- 27 ottobre - Andrea Carmine De Simone, politico italiano
- 27 ottobre - Jan Duursema, fumettista statunitense
- 27 ottobre - Frank Gray, ex calciatore e allenatore di calcio scozzese
- 27 ottobre - Lee Kang-jo, ex calciatore sudcoreano
- 27 ottobre - Sergej Naryškin, dirigente pubblico e politico russo
- 27 ottobre - Anuradha Paudwal, cantante indiana
- 27 ottobre - Tom Scheffler, ex cestista e allenatore di pallacanestro statunitense
- 27 ottobre - John Sumegi, ex canoista australiano
- 27 ottobre - Maurizio Trombini, attore, doppiatore e annunciatore televisivo italiano
- 28 ottobre - Mauro Bulgarelli, politico e scrittore italiano
- 28 ottobre - Camillo Cibotti, vescovo cattolico italiano
- 28 ottobre - Fabrizio Fabbri, pittore e fumettista italiano
- 29 ottobre - Bert Bowery, ex calciatore inglese
- 29 ottobre - Lee Child, scrittore britannico
- 29 ottobre - Paul Di Filippo, autore di fantascienza statunitense
- 29 ottobre - Alois Estermann, ufficiale svizzero († 1998)
- 29 ottobre - Herman Frazier, ex velocista statunitense
- 29 ottobre - Scott Jaeck, attore statunitense
- 29 ottobre - Marco Magnifico Fracaro, storico dell'arte e docente italiano
- 29 ottobre - Pedro Rodrigues Filho, serial killer brasiliano († 2023)
- 29 ottobre - Hisao Sekiguchi, ex calciatore giapponese
- 29 ottobre - Siegrun Siegl, ex multiplista e lunghista tedesca
- 30 ottobre - Mahmoud Al-Khatib, dirigente sportivo e ex calciatore egiziano
- 30 ottobre - Omar Galliani, artista italiano
- 30 ottobre - Piero Gros, ex sciatore alpino e dirigente sportivo italiano
- 30 ottobre - Jim Holt, saggista, filosofo e giornalista statunitense
- 30 ottobre - Maria Jóźwiak, ex cestista polacca
- 30 ottobre - Kinnah Phiri, allenatore di calcio e ex calciatore malawiano
- 30 ottobre - Ramón Maradiaga, allenatore di calcio e ex calciatore honduregno
- 30 ottobre - Gianni Melilla, ex politico italiano
- 30 ottobre - Joanne Russell, ex tennista statunitense
- 30 ottobre - Mario Testino, fotografo peruviano
- 30 ottobre - Claudio Toti, dirigente sportivo e imprenditore italiano
- 30 ottobre - Willem de Vos, microbiologo olandese
- 30 ottobre - Thomas Vũ Đình Hiệu, vescovo cattolico vietnamita
- 31 ottobre - Carlo Odorizzi, allenatore di calcio e ex calciatore italiano
- 31 ottobre - Tim Sparks, chitarrista statunitense
- 31 ottobre - Imre Stefanovics, sollevatore ungherese († 2020)
- 31 ottobre - Ken Wahl, attore statunitense